# Oswald Zappelli
Oswald Zappelli (Lausana, 27 de octubre de 1913-Lausana, 3 de abril de 1968) fue un deportista suizo que compitió en esgrima, especialista en la modalidad de espada. Participó en dos Juegos Olímpicos de Verano en los años 1948 y 1952, obteniendo en total tres medallas, plata en Londres 1948 y dos bronces en Helsinki 1952.

## Palmarés internacional
| Juegos Olímpicos | Juegos Olímpicos      | Juegos Olímpicos  | Juegos Olímpicos   |
| Año              | Lugar                 | Medalla           | Prueba             |
| ---------------- | --------------------- | ----------------- | ------------------ |
| 1948             | Londres (Reino Unido) | Medalla de plata  | Espada individual  |
| 1952             | Helsinki (Finlandia)  | Medalla de bronce | Espada individual  |
| 1952             | Helsinki (Finlandia)  | Medalla de bronce | Espada por equipos |